# Преттигау (долина)
Преттигау (нем. Prättigau, итал. Prettigovia, романш. Partenz) — долина в Швейцарии, находящаяся в кантоне Граубюнден, в регионе Ландкварт.

## География
Долина Преттигау простирается с запада на восток на протяжении приблизительно на 40 километров. Река Ландкварт протекает через данную долину и впадает в Рейн у одноименного населенного пункта.
Самая высокая точка долины Преттигау — гора Ферштанклахорн (3297 м).